# Économie du Haut-Rhin
L'économie du Haut-Rhin est l'une des composantes de l'économie de l'Alsace, région relativement prospère, avec une activité économique variée.
Parmi les entreprises les plus connues des grands secteurs économiques du département figurent le constructeur automobile Peugeot, dont l'usine de Mulhouse est située non loin de celle de Sochaux, dans le département du Doubs. Parmi les entreprises les plus connues du département figure aussi les Mines de potasse d'Alsace, également implantées dans les environs de Mulhouse et à qui rend hommage depuis 1987 l’Écomusée d'Alsace, installé sur le site d'une ancienne mine, le puits Rodolphe, acquis à cet effet par le conseil général du Haut-Rhin.

## Histoire

### Exploitation du sous-sol
En Alsace, l'exploitation du sous-sol a une longue histoire liée à la présence de gisements d'argent qui font l'objet d'une exploitation dès la fin du Moyen-âge, notamment dans les secteurs près de Sainte-Marie-aux-Mines.
A la période moderne, cette exploitation du sous-sol a commencé d'abord dans l'autre département. Ainsi, des gisements de pétrole ont été exploités au nord (à Pechelbronn, près de Niederbronn-les-Bains, l'un des premiers gisements au monde à avoir été exploité, en 1740).
Des gisements de potasse datant de l'Oligocène ont ensuite été exploités près de Mulhouse. Des mines d'argent ont également été exploitées jusqu'au début de XXe siècle près de Sainte-Marie-aux-Mines. Deux gisements de houille appartenant aux bassins houillers des Vosges et du Jura sont exploités entre le XVIIIe siècle et le XIXe siècle dans le sud du Haut-Rhin ainsi que dans la vallée de Villé.

### Textile
L'industrie textile, par son essor, a permis à Sainte-Marie-aux-Mines de devenir une importante ville industrielle, troisième ville du Haut-Rhin par le nombre d'habitants jusqu'au milieu du XIXe siècle.